# دان مارتینا
دان مارتینا (انگلیسی: Don Martina; ۱ مهٔ ۱۹۳۵ – ۲۱ دسامبر ۲۰۲۴) سیاستمدار اهل کوراسائو بود. وی ۲ مرتبه از نوامبر ۱۹۷۹ تا اکتبر ۱۹۸۴ و از ژانویه ۱۹۸۶ تا ژوئیه ۱۹۸۸ نخست‌وزیر آنتیل هلند بود.
مارتینا، یکی از بنیانگذاران حزب پارتیدومن بود، وی حزب خود را در کابینه‌های متعدد رهبری کرد. مارتینا در اولین دوره نخست‌وزیری خود به بحث در مورد تمایل آروبا برای ترک آنتیل هلند پرداخت. در آغاز دوره دوم ریاست‌جمهوری خود، آروبا آنتیل هلند را ترک کرد، این اقدام همراه با شرایط دیگر، مارتینا را مجبور به اتخاذ تدابیر ریاضتی کرد.

## اوایل زندگی و حرفه
مارتینا در ۱ مه ۱۹۳۵ در کوراسائو متولد شد. مارتینا از سال ۱۹۵۲ تا ۱۹۵۶ در مدرسه فنی هوگر در هارلم، هلند تحصیل کرد. در این دوره منشور پادشاهی هلند امضا شد که مارتینا بعداً در خصوص آن موضع‌گیری کرد که پایه‌های فعالیت‌های سیاسی او را بنا نهاد. او متعاقباً در دانشگاه هند غربی تحصیل کرد، جایی که مدرک کارشناسی خود را در مهندسی مکانیک در سال ۱۹۶۷ دریافت کرد و دانشگاه کلمبیا را در آنجا که کارشناسی ارشد خود را در رشته مدیریت و مهندسی صنایع در سال ۱۹۶۸ دریافت کرد. مارتینا به عنوان مهندس عمران آموزش دید. زمانی که مارتینا در کلمبیا بود، از مبارزه مارتین لوتر کینگ جونیور برای حقوق مدنی الهام گرفت.
دان مارتینا در ۲۱ دسامبر ۲۰۲۴، در سن ۸۹ سالگی درگذشت.